# Cité de Canterbury
Pour les articles homonymes, voir Canterbury (homonymie).
Le district de Canterbury ou la cité de Canterbury est un district non métropolitain du comté de Kent en Angleterre. Le district a le statut de cité depuis un temps immémoriel. La ville principale du district est Canterbury. La ville est le siège de l’archevêque de Canterbury.
Le district a été formé le 1er avril 1974 lors de la fusion de Canterbury avec les villes de Whitstable et de Herne Bay.

## Liste des 26 paroisses constituant le district
- Adisham
- Barham
- Bekesbourne-with-Patrixbourne
- Bishopsbourne
- Blean
- Bridge
- Chartham
- Chestfield
- Chislet
- Fordwich (ville)
- Hackington
- Harbledown
- Herne and Broomfield
- Hoath
- Ickham
- Kingston
- Littlebourne
- Lower Hardres
- Petham
- Sturry
- Thanington Without
- Upper Hardres
- Waltham
- Westbere
- Wickhambreaux
- Womenswold

### Géographie
La zone est assez rurale bien que la côte est en grande partie recouverte de localités reliées sans discontinuité comme Whitstable et Herne Bay. Entre ces villes côtières et la ville principale de Canterbury, la zone est constituée de collines boisées parcourue par la rivière Great Stour.